# روبرت هاريس (رسام)
روبرت هاريس هو رسام كندي، ولد في 18 سبتمبر 1849 في Caerhun ‏ في المملكة المتحدة، وتوفي في 27 فبراير 1919 في مونتريال في كندا.